# Angath
Angath ist eine Gemeinde mit 1017 Einwohnern (Stand 1. Jänner 2024) im Gerichtsbezirk Kufstein und Bezirk Kufstein, Tirol (Österreich).

## Geografie

### Lage
Angath liegt im Unterinntal bei Wörgl, nördlich des Inn. Das Gemeindegebiet besteht aus der Ebene am Inn im Osten und dem bewaldeten Anstieg zum Mittelgebirgsrücken von Angerberg im Westen. Beinahe die Hälfte der dreieinhalb Quadratkilometer Gesamtfläche werden landwirtschaftlich genutzt, ein Fünftel ist bewaldet und mehr als zehn Prozent sind Gewässer.

### Gemeindegliederung
Die Gemeinde wird gebildet durch den Hauptort Angath und die Ortsteile Aichat, Fürth, Giglmair, Unterachleit, Haslach.
| Katastralgemeinden | Ortschaften in der Gemeinde                                     |
| ------------------ | --------------------------------------------------------------- |
| Angath (3,50 km²)  | Angath (D) Aichat (R) Fürth (Sdlg) Haslach (W) Unterachleit (W) |
| Legende            |                                                                 |

| In der Spalte Katastralgemeinden sind sämtliche Katastralgemeinden einer Gemeinde angeführt. In der Klammer ist die jeweilige Fläche in km² angegeben. |
| In der Spalte Ortschaften sind sämtliche von der Statistik Austria erfassten Siedlungen, die auch eine eigene Ortschaftskennziffer aufweisen, angeführt. In der Hierarchieebene derselben Spalte, rechts eingerückt, werden nur Ansiedlungen, die mindestens aus mehreren Häusern bestehen, dargestellt. Die wichtigsten der verwendeten Abkürzungen sind: - M = Hauptort der Gemeinde - Stt = Stadtteil - R = Rotte - W = Weiler - D = Dorf - ZH = Zerstreute Häuser - Sdlg = Siedlung - Hgr = Häusergruppe - E = Einzelgehöft (nur wenn sie eine eigene Ortschaftskennziffer haben) Die komplette Liste der Statistik Austria ist in: Topographische Siedlungskennzeichnung nach STAT Zu beachten ist, dass manche Orte unterschiedliche Schreibweisen haben können. So können sich Katastralgemeinden anders schreiben als gleichnamige Ortschaften bzw. Gemeinden. Quelle: Statistik Austria – |

### Nachbargemeinden
| Mariastein | Langkampfen                                 |            |
| Angerberg  | Kompassrose, die auf Nachbargemeinden zeigt | Kirchbichl |
|            | Wörgl                                       |            |

## Geschichte
Angath gehörte im Mittelalter zur Schranne Langkampfen. Im Jahr 1188 wird der Ortsname als „Anegathę“ im Traditionsbuch von Kloster Raitenhaslach erstmals genannt. Er kann zu althochdeutsch *anegaht (‚Anstieg‘) gestellt werden, was sich auf den wiederholten Anstieg des Inns vor seiner Regulierung bezog.
Angath war ursprünglich ein Teil der Pfarre Breitenbach. Es wird vermutet, dass die Filialkirche zum hl Martin schon im 8. Jahrhundert errichtet wurde. Seit 1315 war sie dem Kloster Frauenchiemsee angegliedert und gehörte zum Bistum Freiberg. In den Jahren 1746 und 1747 wurde die gotische Kirche vom Schwazer Baumeister Jakob Singer zur heutigen Barockkirche umgebaut. Nach einem Brand 1875 wurde sie wieder aufgebaut.
Im 15. und 16. Jahrhundert war Angath bedingt durch die Lage am Inn Mittelpunkt der Tiroler Innschifffahrt und des Schiffbaus. Im Jahr 1684 wurde der Bau für Schiffe in Tirol eingeschränkt, da die umliegenden Wälder größtenteils abgeholzt waren. Bis zum Bau der Bahnlinie 1896 blieb der Schiffbau eine wichtige Einnahmequelle.
Im Bereich des Ortes befand sich bis zur Regulierung des Flusses Tirols einzige größere Inn-Insel. Im Jahr 1902 wurde die Innbrücke errichtet.
Der Gemeinderat hat ein neues Straßen- und Hausnummernsystem und die Einführung der neuen Postleitzahl „6321“ mit Wirkung 1. Oktober 2010 verordnet.

### Bevölkerungsentwicklung

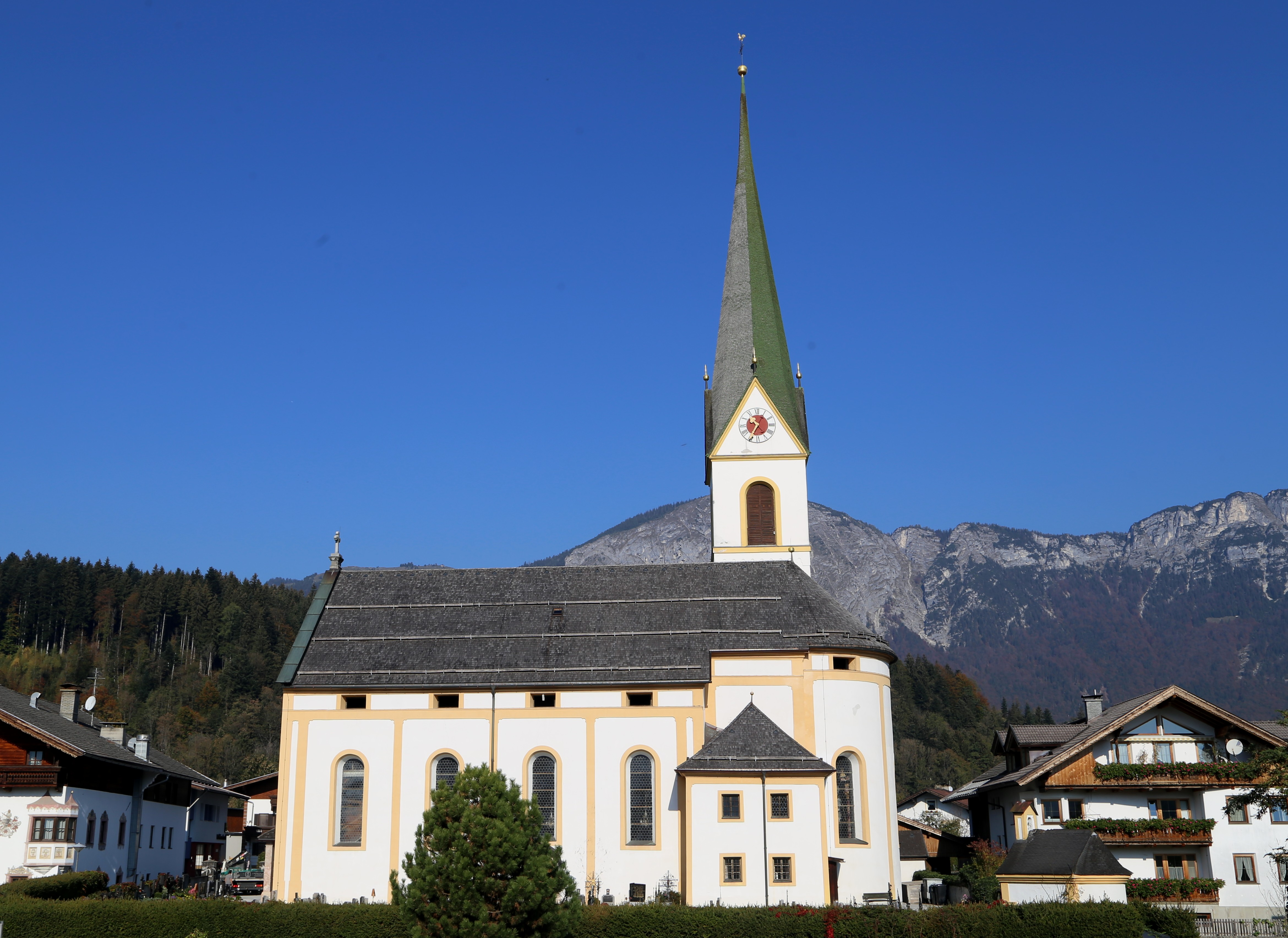
Pfarrkirche Hl. Geist

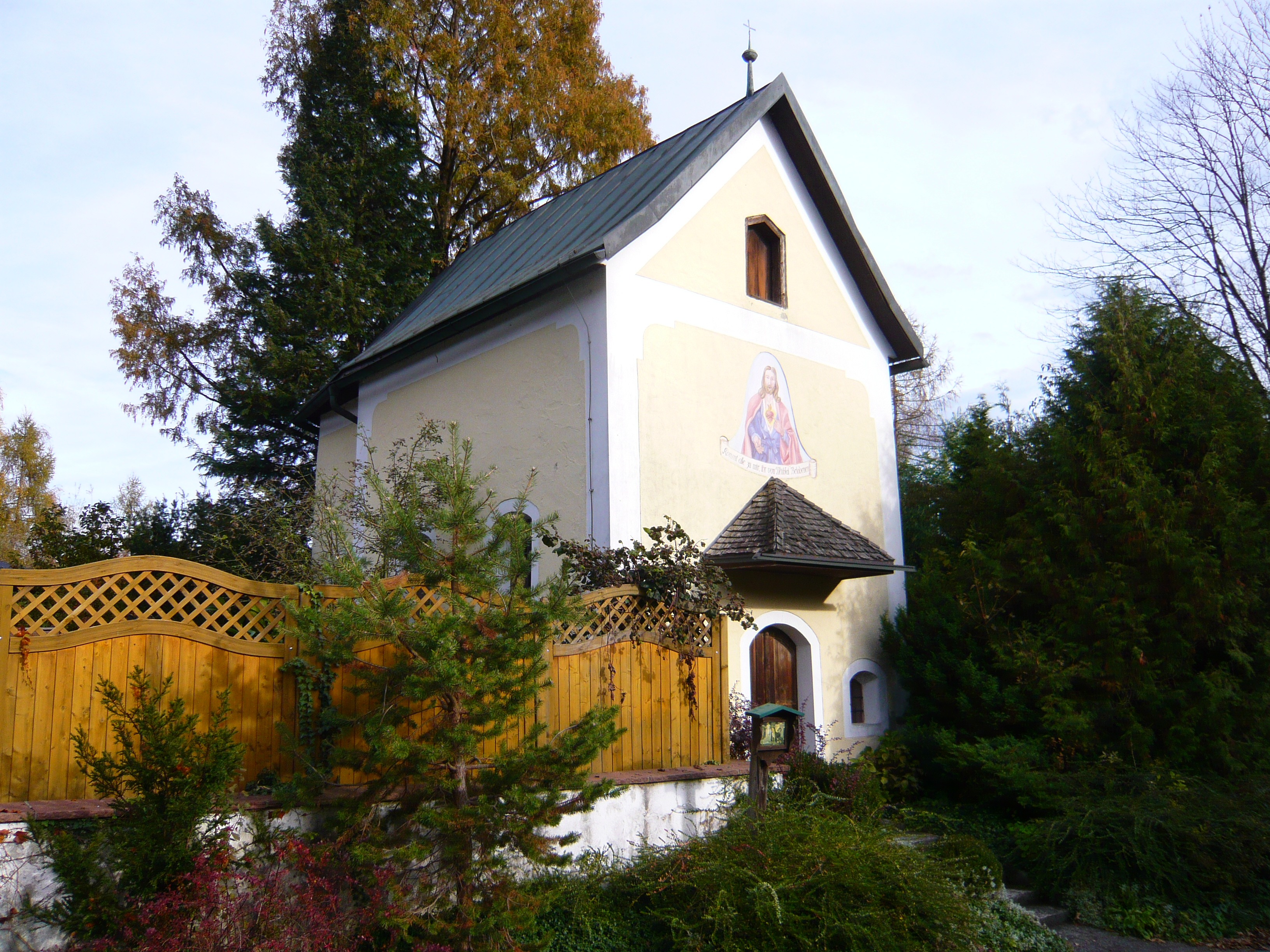
Fürthkapelle

| Angath: Einwohnerzahlen von 1869 bis 2024           | Angath: Einwohnerzahlen von 1869 bis 2024 | Angath: Einwohnerzahlen von 1869 bis 2024 | Angath: Einwohnerzahlen von 1869 bis 2024 | Angath: Einwohnerzahlen von 1869 bis 2024 |
| --------------------------------------------------- | ----------------------------------------- | ----------------------------------------- | ----------------------------------------- | ----------------------------------------- |
| Jahr                                                |                                           |                                           |                                           | Einwohner                                 |
| 1869                                                | 1869                                      |                                           | 264                                       | 264                                       |
| 1880                                                | 1880                                      |                                           | 256                                       | 256                                       |
| 1890                                                | 1890                                      |                                           | 313                                       | 313                                       |
| 1900                                                | 1900                                      |                                           | 348                                       | 348                                       |
| 1910                                                | 1910                                      |                                           | 367                                       | 367                                       |
| 1923                                                | 1923                                      |                                           | 347                                       | 347                                       |
| 1934                                                | 1934                                      |                                           | 429                                       | 429                                       |
| 1939                                                | 1939                                      |                                           | 435                                       | 435                                       |
| 1951                                                | 1951                                      |                                           | 443                                       | 443                                       |
| 1961                                                | 1961                                      |                                           | 445                                       | 445                                       |
| 1971                                                | 1971                                      |                                           | 510                                       | 510                                       |
| 1981                                                | 1981                                      |                                           | 644                                       | 644                                       |
| 1991                                                | 1991                                      |                                           | 696                                       | 696                                       |
| 2001                                                | 2001                                      |                                           | 841                                       | 841                                       |
| 2011                                                | 2011                                      |                                           | 917                                       | 917                                       |
| 2021                                                | 2021                                      |                                           | 1.009                                     | 1.009                                     |
| 2024                                                | 2024                                      |                                           | 1.017                                     | 1.017                                     |
| Quelle(n): Statistik Austria, Gebietsstand 1.1.2021 |                                           |                                           |                                           |                                           |

## Kultur und Sehenswürdigkeiten
- Pfarrkirche Angath
- Fürthkapelle
- Widum

## Wirtschaft und Infrastruktur
Angath ist heute noch recht ländlich geprägt und fungiert als Wohnvorort für Pendler nach Wörgl und Kufstein.

### Wirtschaftssektoren
In Angath gab es im Jahr 2010 dreizehn landwirtschaftliche Betriebe. Davon wurden sieben im Haupt- und sechs im Nebenerwerb geführt. Im Produktionssektor arbeiteten 33 Erwerbstätige, 18 im Bereich Herstellung von Waren, zehn in der Bauwirtschaft und fünf im Bergbau. Der größte Arbeitgeber war mit 188 Beschäftigten der Dienstleistungssektor. Die Hälfte davon arbeitete im Bereich Beherbergung und Gastronomie (Stand 2011).

### Berufspendler
Im Jahr 2011 lebten 467 Erwerbstätige in Angath. Davon arbeiteten 77 in der Gemeinde, mehr als achtzig Prozent pendelten aus. Hundertsechzig Menschen kamen zur Arbeit nach Angath, davon 36 aus einem anderen Bundesland.

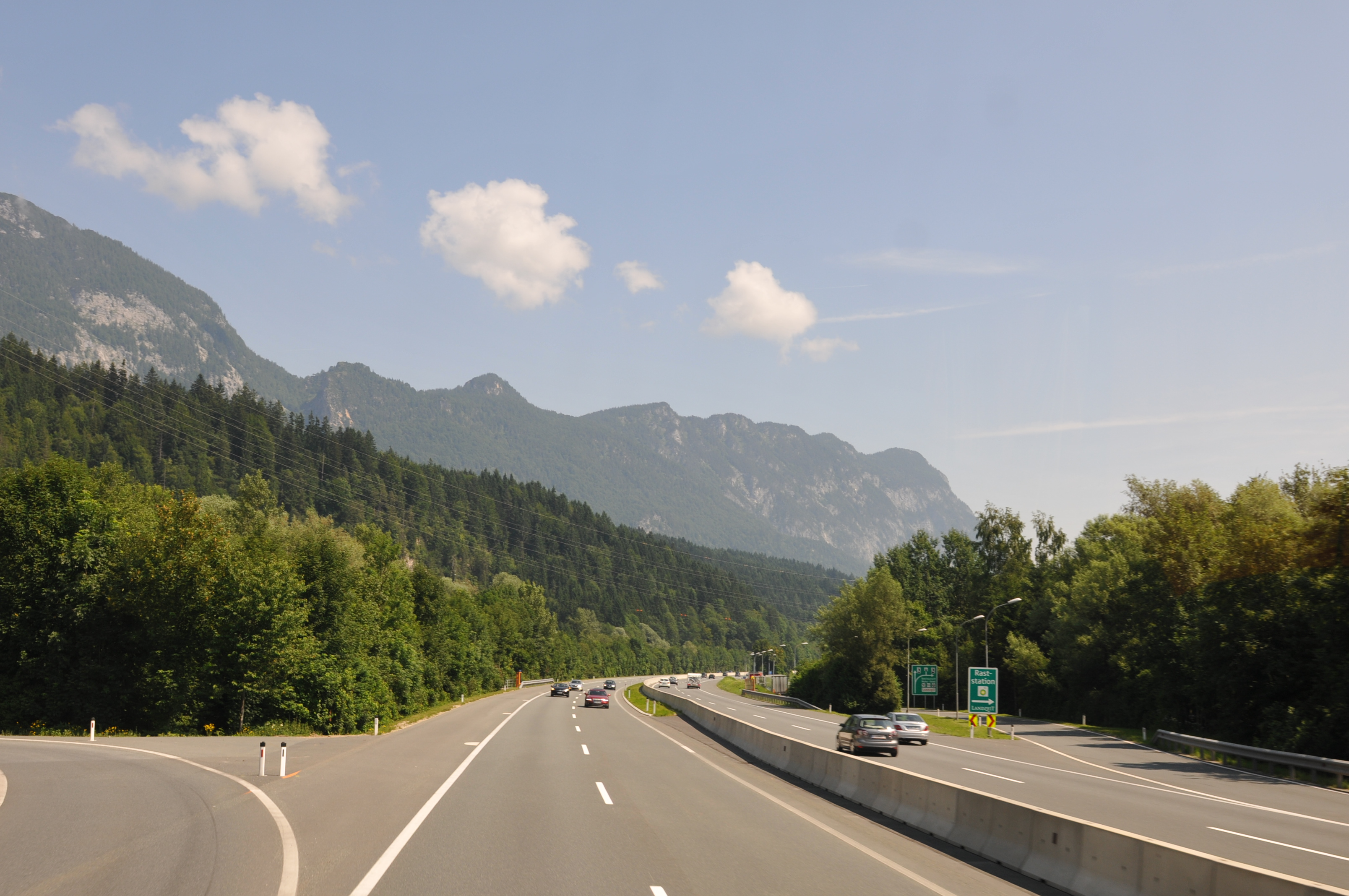
Abfahrt von der A12 zur Raststation Angath.

### Verkehr
- Eisenbahn: Der Bahnhof Wörgl ist rund fünf Kilometer entfernt.
- Straße: Durch das Gemeindegebiet verläuft die Inntal Autobahn A12 mit der Raststätte Angath.

## Politik

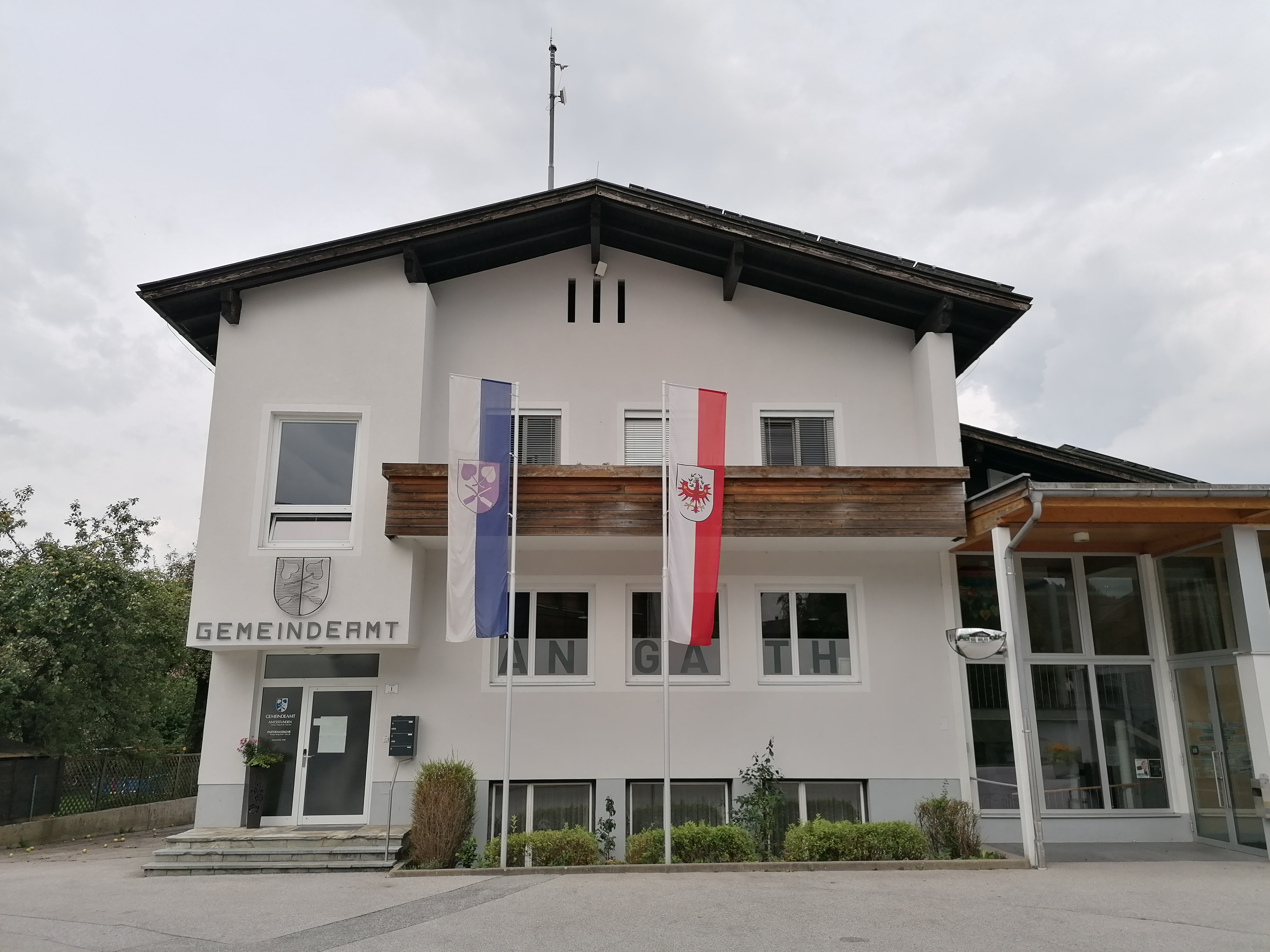
Gemeindeamt

### Gemeinderat
In den Gemeinderat werden elf Vertreter gewählt:
| Partei                                             | 2022    | 2022    | 2016    | 2016    | 2010  | 2010    |
| Partei                                             | Prozent | Mandate | Prozent | Mandate | %     | Mandate |
| -------------------------------------------------- | ------- | ------- | ------- | ------- | ----- | ------- |
| Heimatliste Angath 1)                              | 51,49   | 6       | 51,14   | 6       | 53,04 |         |
| Liste für Angath                                   | 36,75   | 4       |         |         |       |         |
| Die junge FPÖ Angath                               | 11,75   | 1       |         |         |       |         |
| Zukunft Angath                                     |         |         | 34,09   | 4       |       |         |
| Umbruchsliste Angath Freiheitliche und Parteifreie |         |         | 14,76   | 1       | 16,80 |         |
| SPÖ und Parteifreie                                |         |         |         |         | 30,16 |         |

1) Die Partei trat bis 2016 unter dem Namen „Heimatliste“ an.

### Bürgermeister seit 1900
- 1900–1902 Johann Gruber, Adam
- 1902–1905 Johann Sauermoser, Gratten
- 1905–1910 Franz Weisskopf, Krämerwirt
- 1910–1919 Josef Greiderer, Greiderer
- 1919–1922 Fritz Astl, Kammerhof
- 1922–1928 Georg Lettenbichler, Schaufler
- 1928–1938 Johann Osl, Giglmair
- 1938–1939 Johann Eder, Schaufler
- 1939–1946 Josef Horngacher, Schaufler
- 1946–1962 Thomas Gänsluckner, Fürth
- 1962–1968 Klaus Lechner
- 1968–1975 Andreas Obitzhofer (SPÖ)
- 1975–1998 Manfred Wimpissinger (ÖVP)
- 1998–2006 Johann Osl, Giglmair
- 2006–2022 Josef Haaser (ÖVP)
- seit 2022 Sandra Madreiter-Kreuzer

### Wappen
Blasonierung: „Gespalten von Blau und Silber, oben belegt mit zwei gekreuzten Lindenblättern und unten mit zwei gekreuzten Rudern in verwechselten Farben.“
Wappenerklärung: Farben und Seeblattmotiv deuten die frühere Zugehörigkeit großer Teile Angaths zur Grundherrschaft des Stiftes Frauenchiemsee an. Die Ruder erinnern an die einstige Rolle als eine der Hauptländen der Tiroler Innschiffahrt.

## Persönlichkeiten
- Moritz Berger (* 1941), Texter, Komponist, Interpret, lebt in Angath
- Eva Maria Dollinger (* 1978), Triathletin, lebt in Angath
- Katharina Horngacher (* 1941), Landwirtin und Politikerin, Ortsleiterin der Österreichischen Frauenbewegung Angath
- Sebastian Posch (1936–2023), Altphilologe, geboren in Angath
- Hedwig Wechner (* 1955), Politikerin, ehem. Mitglied des Gemeinderats von Angath, seit 2010 Wörgler Bürgermeisterin
- Josef Haaser (* 1958), Politiker, seit 2006 Angather Bürgermeister, Bilanzbuchhalter & Unternehmensberater